# Murat Ünalmış

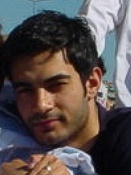
Murat Ünalmış

Murat Ünalmış (* 23. April 1981 in Kayseri) ist ein türkischer Schauspieler.

## Leben und Karriere
Ünalmış wurde am 23. April 1981 in Kayseri geboren. Später zog seine Familie nach Istanbul. Während seiner Schulzeit spielte er für die Basketballmannschaft von Fenerbahçe SK. Danach studierte er an der Marmara-Universität. Sein Debüt gab er 2003 in der Fernsehserie Kurşun Yarası. Außerdem war er in  Hayat Bağları, Sınırlı Aşk, Üç Kadın, Deli Duran und Sen Ne Dilersen zu sehen. Seinen Durchbruch hatte er in der Serie Güneşi Gördüm. Unter anderem trat er 2010 in dem Film Five Minarets in New York auf. Von 2010 bis 2012 bekam Ünalmış in der Serie Yer Gök Aşk die Hauptrolle. 2016 spielte er in Seddülbahir 32 Saat mit. 2018 spielte er in Bir Zamanlar Çukurova die Hauptrolle.

## Filmografie
Filme
- 2004: Celal Oğlan
- 2009: Gecenin Kanatları
- 2009: Güneşi Gördüm
- 2010: Five Minarets in New York

Serien
- 2003: Sınırlı Aşk
- 2003: Kurşun Yarası
- 2005: Deli Duran
- 2005: Üç Kadın
- 2005–2007: Şöhret
- 2007: Sır Gibi
- 2008: Rüzgâr
- 2009–2010: Kasaba
- 2010–2012: Yer Gök Aşk
- 2012: Babalar ve Evlatlar
- 2013–2014: İnadına Yaşamak
- 2016: Seddülbahir 32 Saat
- 2017: Deli Gönü
- 2018–2021: Bir Zamanlar Çukurova
- seit 2023: Gülcemal